# Пинкафельд
Пинкафельд (нем. Pinkafeld) — город  в Австрии, в федеральной земле Бургенланд. 
Входит в состав округа Оберварт.  Население составляет 5285 человек (на 31 декабря 2005 года). Занимает площадь 27,4 км². Официальный код  —  10918.

## Политическая ситуация
Бургомистр коммуны — Курт Макцек (СДПА) по результатам выборов 2007 года.
Совет представителей коммуны (нем. Gemeinderat) состоит из 25 мест.
- СДПА занимает 16 мест.
- АНП занимает 9 мест.

## Личности
- Норберт Хофер (* 1971), с 2005 года заместитель председателя АПС. С 2006 года — член Национального совета, переизбирался в 2008 и 2013 гг. С 2013 г. — вице-спикер парламента Австрии. Кандидат в президенты Австрии от АПС на выборах 2016 года. По официальным данным по итогам второго тура голосования на выборах президента Австрии 22 мая 2016 года набрал 49,65% голосов избирателей и проиграл избирательную гонку своему оппоненту Александру Ван дер Бе́ллену.